# Акасія Санма
Акасія Санма (яп. 明石家 さんま, Akashiya Sanma, born July 1, 1955) — японський комік, телеведучий, радіоведучий і актор, найбільш відомий як Самма-сан. Його справжнє ім'я Такафумі Суґімото (яп. 杉本 髙文, Sugimoto Takafumi). Його агентством талантів є Йосімото Коґьо, а його сісьо (майстром), коли він вивчав ракуґо, є Шофукутей Мацуноске.
Разом із Бітом Такесі та Таморі Санму називають одним із «Великої трійки коміків» телевізійних коміків Японії. Він відомий своєю здатністю нескінченно вести розмову. Його стирчать передні зуби часто викликають глузування, навіть він сам.
Акасія одружився з актрисою Сінобу Отаке у вересні 1988 року Вони познайомилися на зйомках драматичного серіалу Danjo Shichinin Natsumonogatari. На той час в Отаке був один син від попереднього шлюбу з її чоловіком, який помер. Шлюб тривав 4 роки, оскільки вони розлучилися у вересні 1992 року, після чого вони залишилися друзями, і їх іноді можна побачити разом у різноманітних телевізійних програмах. У них була одна дочка Імалу Отаке, яка народилася в 1989 році. У 2009 році Imalu став таренто під назвою IMALU.

## Актуальні телепрограми

### Зараз
- Odoru! Sanma Goten!! (яп. 踊る!さんま御殿!!) (Nippon TV) (1997–Present)
- Tūkai! Akashiya TV (яп. 痛快!明石家電視台) (MBS TV) (1990–Present)
- Honmadekka!? TV (яп. ホンマでっか!?TV) (Fuji TV) (2009–Present)
- Sanma Improvement Committee (яп. さんまのお笑い向上委員会) (Fuji TV) (2015–Present)

## Минулі телепередачі

### MC/Регулярний

#### Nippon TV
- Yasukiyo no Odedameshi Undameshi (яп. やすきよの腕だめし運だめし)) (Yomiuri TV) (1981—1982)
- Me-kata de Dōn! (яп. 目方でドーン!)) (1982—1983)
- Sanma-Kazuki no Itchokami de Yansu (яп. さんま・一機のイッチョカミでやんす)) (1989—1990)
- Koi no Karasawagi (яп. 恋のから騒ぎ, (Much Ado About Love)) (1994—2011)
- Akashiya Shuppan (яп. 明石家出版)) (1997)

#### TBS TV
- Young Oh! Oh! (яп. ヤングおー!おー!) (MBS TV) (1980—1982)
- Nessen! Kayō Derby (яп. 熱戦!歌謡ダービー) (1981)
- Asobi Sugi Janaino!? (яп. 遊びすぎじゃないの!?) (1985)
- Akashiya Takokusekigun (яп. 明石家多国籍軍) (MBS TV) (1994)
- Okashiya? Sanma! (яп. おかしや?さんま!) (2003)
- Akashiya-san Channel (яп. 明石家さんちゃんねる) (2006—2008)
- Sanma-no Karakuri TV (яп. さんまのからくりTV) (1992—1996)
- Sanma-no Super Karakuri TV (яп. さんまのSUPERからくりTV) (1996—2014)

#### TV Asahi
- Do-Up Kayo TV (яп. Do-Up歌謡テレビ) (1984—1985)
- Sanma no Hit Match (яп. さんまのヒットマッチ) (1985)
- Sanma no Chūzai-san (яп. さんまの駐在さん) (ABC TV) (1985—1986)
- Sanma no Gomenne Wagamamade (яп. さんまのゴメンねわがままで) (1986)
- Sanma no Nandemo Derby (яп. さんまのナンでもダービー) (1993—1995)
- Akashiya Cream Land (яп. 明石家くりぃむランド) (ABC TV) (2006)

#### ТV Tokyo
- Saturday Night Show (яп. サタデーナイトショー) (1981—1984)
- Omoshiro Purenūn (яп. おもしろプレヌーン) (1984)

#### Fuji TV
- Dare ga Kabayanen Rock and Roll Show (яп. 誰がカバやねんロックンロールショー) (Kansai TV) (1979—1980)
- Waratteru Baai Desuyo! (яп. 笑ってる場合ですよ!) (1980—1982)
- Quiz Manzai Grand Prix (яп. クイズ漫才グランプリ) (1981)
- Oretachi Hyoukinzoku (яп. オレたちひょうきん族) (1981—1989)
- Shinryū-Sanma no Scoop Itchokusen (яп. 紳竜・さんまのスクープ一直線) (Kansai TV) (1983)
- Quiz! Okane ga Daisuki (яп. クイズ!お金が大好き) (1984)
- Waratte Iitomo! (яп. 森田一義アワー 笑っていいとも!, (It's Okay to Laugh!)) (1984—1995, as Friday regular member)
- TV-kun, Domo! (яп. テレビくん、どうも!) (1985—1988, with real name, Takafumi Sugimoto)
- Sanma no Manma (яп. さんまのまんま) (Kansai TV) (1985—2016)
- "Appare Sanma" Series (яп. 「あっぱれさんま」シリーズ) (1988—2009)
  - Appare Sanma Daisensei (яп. あっぱれさんま大先生)
  - Yappari Sanma Daisensei (яп. やっぱりさんま大先生)
  - Sanma Daisensei ga iku! (яп. さんま大先生が行く!)
  - Appare!! Sanma Daikyōju (яп. あっぱれ!!さんま大教授)
  - Appare!! Sanma Shinkyōju (яп. あっぱれ!!さんま新教授)
- Fujisankei Group Kokoku Taishou (яп. フジサンケイグループ広告大賞) (1991—2011)
- Professional Baseball News (яп. プロ野球ニュース) (1992—1993)
- Akashiya Sanma no Sports Suruzo! Daihōsō (яп. 明石家さんまのスポーツするぞ!大放送) (1993—1997)
- Sanma no Hiro Bar (яп. さんまnoひろバァー) (1995)
- Nama Sanma Minna de Iikimochi (яп. 生さんま みんなでイイ気持ち!) (1995)
- Takeshi-Sanma no Yūmeijin no Atsumarumise (яп. たけし・さんまの有名人の集まる店) (1997—1999)
- Akashiya Mansion Monogatari (яп. 明石家マンション物語) (1999—2001)
- Sanma no Tengoku to Jigoku (яп. さんまの天国と地獄) (2000—2002)
- Akashiya Ukennen Monogatari (яп. 明石家ウケんねん物語) (2001—2002)
- Odaiba Akashijō (яп. お台場明石城) (2004—2006)
- Saturday Night Live Japan (яп. サタデー・ナイト・ライブ JPN) (2011, 2012 (Satellite TV))

## Серіали
- Seven Men and Women, Summer Story (яп. 男女7人夏物語) (TBS, 1986)
- Seven Men and Women, Autumn Story (яп. 男女7人秋物語) (TBS, 1987)
- Furuhata Ninzaburō (Fuji TV, 1996), Oshimizu
- Hatachi no Koibito (яп. ハタチの恋人) (TBS, 2007)
- Jimmy: The True Story of a True Idiot (Netflix, 2018), himself

## Радіо
- MBS Young Town Doyōbi (яп. MBSヤングタウン 土曜日) (MBS Radio, with Haruna Iikubo and Haruka Kudo)